# Ministri per le pari opportunità della Repubblica Italiana
I ministri per le pari opportunità della Repubblica Italiana si sono avvicendati dal 1996 in poi, con diverse denominazioni e competenze.

## Lista
| Ministro | Ministro         | Ministro                      | Partito                                     | Governo         | Mandato          | Mandato          | Leg.  |
| Ministro | Ministro         | Ministro                      | Partito                                     | Governo         | Inizio           | Fine             | Leg.  |
| --- | ---------------- | ----------------------------- | ------------------------------------------- | --------------- | ---------------- | ---------------- | ----- |
| |                  | Anna Finocchiaro (1955)       | Partito Democratico della Sinistra          | Prodi I         | 18 maggio 1996   | 21 ottobre 1998  | XIII  |
| |                  | Laura Balbo (1933)            | Federazione dei Verdi                       | D'Alema I       | 21 ottobre 1998  | 22 dicembre 1999 | XIII  |
| D'Alema II | 22 dicembre 1999 | Laura Balbo (1933)            | Federazione dei Verdi                       | 26 aprile 2000  |                  |                  | XIII  |
| |                  | Katia Bellillo (1951)         | Partito dei Comunisti Italiani              | Amato II        | 26 aprile 2000   | 11 giugno 2001   | XIII  |
| |                  | Stefania Prestigiacomo (1966) | Forza Italia                                | Berlusconi II   | 23 giugno 2001   | 23 aprile 2005   | XIV   |
| Berlusconi III | 23 aprile 2005   | Stefania Prestigiacomo (1966) | Forza Italia                                | 17 maggio 2006  |                  |                  | XIV   |
| |                  | Barbara Pollastrini (1947)    | Democratici di Sinistra Partito Democratico | Prodi II        | 17 maggio 2006   | 8 maggio 2008    | XV    |
| |                  | Mara Carfagna (1975)          | Il Popolo della Libertà                     | Berlusconi IV   | 8 maggio 2008    | 16 novembre 2011 | XVI   |
| Deleghe conferite alla Ministra del lavoro e delle politiche sociali Elsa Fornero (ind.), dal 16 novembre 2011 al 28 aprile 2013 (governo Monti) |                  |                               |                                             |                 |                  |                  |       |
| Pari opportunità, sport e politiche giovanili |                  |                               |                                             |                 |                  |                  |       |
| |                  | Josefa Idem (1964)            | Partito Democratico                         | Letta           | 28 aprile 2013   | 24 giugno 2013   | XVII  |
| Deleghe conferite alla viceministra del lavoro e delle politiche sociali Maria Cecilia Guerra (PD), dal 26 giugno 2013 al 22 febbraio 2014 (governo Letta) |                  |                               |                                             |                 |                  |                  |       |
| Deleghe conferite alla deputata Giovanna Martelli (PD) dal 1º ottobre 2014 al 27 novembre 2015, poi alla ministra per le riforme costituzionali e i rapporti con il Parlamento Maria Elena Boschi (PD) dal 10 maggio 2016 al 12 dicembre 2016 (governo Renzi) |                  |                               |                                             |                 |                  |                  |       |
| Deleghe conferite al segretario del Consiglio dei ministri Maria Elena Boschi (PD), dal 12 dicembre 2016 al 1º giugno 2018 (governo Gentiloni) |                  |                               |                                             |                 |                  |                  |       |
| Deleghe conferite al sottosegretario alla Presidenza del Consiglio Vincenzo Spadafora (M5S), dal 13 giugno 2018 al 5 settembre 2019 (governo Conte I) |                  |                               |                                             |                 |                  |                  |       |
| Pari opportunità e famiglia |                  |                               |                                             |                 |                  |                  |       |
| |                  | Elena Bonetti (1974)          | Italia Viva                                 | Conte II        | 5 settembre 2019 | 14 gennaio 2021  | XVIII |
| Draghi | 13 febbraio 2021 | Elena Bonetti (1974)          | Italia Viva                                 | 22 ottobre 2022 |                  |                  | XVIII |
| Famiglia, natalità e pari opportunità |                  |                               |                                             |                 |                  |                  |       |
| |                  | Eugenia Maria Roccella (1953) | Fratelli d'Italia                           | Meloni          | 22 ottobre 2022  | in carica        | XIX   |